# 東海大学教育開発研究センター
東海大学教育開発研究センター（とうかいだいがく きょういくかいはつけんきゅうセンター）は、東海大学の附置研究所のひとつで、1987年（昭和62年）に設立。

## 概要
学校教育に関する諸問題を総合的に研究し、教育の発展・充実に寄与することを目的としている。授業方法の開発研究、教育内容と教育方法に関する諸問題に対する工学・理学・人文・社会科学の観点からの総合的研究などを行っている。

## 研究
- 大学のFD・SDに関する研究
- 授業アンケート改訂版の開発研究
- 中等教育におけるカリキュラム・教育方法・教育技術の開発および教員研修活動の推進（付属中・高と大学教育の連携の推進研究）
- 心理的援助と能力開発を目的とした心理教育的アプローチに関する実践的研究
- 「東海大学授業研究会」の開催
- 「東海大学教育開発研究センター紀要」「東海大学教育開発研究センター研究資料集」の発行

## 沿革
- 1970年：学生生活研究所を開設。
- 1972年：教育工学研究所を開設。
- 1987年：学生生活研究所と教育工学研究所を統合し、前身である教育研究所を開設。
- 2016年：教育開発センターと改称。

## 所在地
- 神奈川県平塚市北金目4-1-1